# إلهي الأردبيلي
إلهي الأردبيلي (ت. 940 هـ) هو عالم وأديب، من أهل أردبيل.
هو كمال الدين، وقيل جمال الدين حسين ابن شرف الدين عبد الحق الأردبيلي، المشتهر في شعره بإلهي. ولد بأردبيل حدود سنة 870 هـ ورحل لطلب العلم إلى شيراز وهراة وخراسان وغيرها وأخذ عن على شير النوائي، وجلال الدين الدواني، وعطاء الله بن فضل الله الحسيني، وغياث الدين بن الصدر الشيرازي وغيرهم. كان عارفاً باللغات العربية والفارسية والتركية. توفي سنة 940 هـ، وقيل سنة 937 هـ، وقيل سنة 950 هـ.

## آثاره
من آثاره: «خلاصة الفقه»، و«شرح تهذيب الأصول»، و«تاج المناقب»، و«تفسير القرآن» بالعربية، و«تفسير القرآن» بالفارسية، و«اشكال التأسيس»، و«فضائل الأئمّة الإثني عشر»، و«تلخيص تحرير اقليدس»، و«كشف الأسرار»، وديوان شعر، و«منهج الفصاحة في شرح نهج البلاغة» بالفارسية وغيرها.